# Sarphatipark 47-51
Het gebouw Sarphatipark 47-51 bestaat uit een drietal herenhuizen aan het Sarphatipark (zowel park als straat) in De Pijp te Amsterdam-Zuid. 
De woonhuizen zijn gebouwd in de eclectische bouwstijl. De huisnummers 49 en 51 zijn een spiegelbeeld van huisnummer 47. Ten aanzien van de balkons is het symmetrische principe losgelaten. Het ontwerp liet dakkapellen in een boogconstructie zien, in de bouw werd dat omgezet naar een rechthoekig model. Opvallend aan de gebouwen is de relatief hoge toegang tot de woningen; zij lopen door tot de tweede etage. Deze stijl geldt voor meerdere panden aan het Sarphatipark. De etages waren duidelijk weggelegd voor de rijken; de huur voor één etage bedroeg in 1894 550 gulden.
Frans Hendrik Kiks (overleden 1925) was een Amsterdamse makelaar en timmerman. In De Pijp werden meerdere gebouwen neergezet door amateurarchitecten. Hij had meer panden in De Pijp, zoals Gerard Doustraat 1 en 178. Hij vestigde zich na zijn huwelijk met Anna Maria Pogge (circa 1856-overleden in 1940) in Nieuwer-Amstel, dat al snel werd opgeslokt door Amsterdam. In 1890 had hij nog een timmerwerkplaats in Gerard Doustraat 16, maar ging failliet.